# Oreste Arbo y Blanco
Oreste Arbo y Blanco (Concepción, Corrientes, 13 de diciembre de 1865 - Buenos Aires, 5 de diciembre de 1922) fue un militar y político argentino.
Fue el noveno Gobernador del Territorio Nacional del Chaco, desde la Organización de los Territorios Nacionales de 1884(Ley 1532), entre el 30 de septiembre de 1920 al 05 de diciembre de 1922 (1 período). También se desempeñó como Intendente Municipal de Corrientes.

## Biografía
Oreste Arbo y Blanco ingresó al ejército argentino se desempeñó en distintas campañas, y alcanzó el rango de capitán. Se desempeñó como secretario del distrito militar Resistencia desde junio de 1909 a julio de 1911, al triunfar el Radicalismo y luego de ser intervenida la provincia de Corrientes, siendo designado el 23 de julio de 1918 Intendente Municipal de Corrientes.
Luego de retirarse del ejército, durante su estadía en Corrientes y participó en la Unión Cívica Radical.
Posteriormente el presidente de la Nación, Dr. Hipólito Yrigoyen, lo designó el 30 de septiembre de 1920, gobernador del territorio nacional del Chaco, funciones que desempeñó hasta su muerte, en diciembre de 1922.
Durante su gestión se realizó la construcción de muelles y depósitos en el Puerto Barranqueras, la reconstrucción de caminos 
para ampliar así la colonización de las tierras pertenecientes al Estado. Tramitó la creación de nuevas colonias y pueblos ante el Ministerio de Agricultura.
En 1921 promulgó un decreto que disponía la entrega de solares y quintas en los nuevos centros urbanos: Avia Terai, Campo Largo, Corzuela, Charata, Fortín Warnes, General Pinedo, Las Breñas, Machagai, Presidencia de la Plaza entre otros. Se crearon varios pueblos Juzgados de Paz, Registros Civiles, oficinas estatales de Correos y Telégrafos y centros de salud.